# Уткина дача
У́ткина да́ча (мыза Оккервиль) — бывшая усадьба, памятник архитектуры федерального значения в Санкт-Петербурге, расположенный на мысе у впадения реки Оккервиль в реку Охту. Была построена для директора Певческой придворной капеллы Марка Полторацкого и его жены Агафоклеи, впоследствии усадьбой владела княгиня Зинаида Шаховская (во втором браке — Уткина). По состоянию на 2017 год Уткина дача является филиалом музея городской скульптуры, здание не используется; запланировано проведение реставрационных работ и использование усадьбы под музейную и научно-просветительскую деятельность.

## История
Существует предположение, что до основания Петербурга этой местностью недалеко от Ниеншанца владел некий шведский полковник Оккервиль. Затем, уже в петровское время, хозяином дачи был генерал-аншеф, начальник Тайной канцелярии А. И. Ушаков.

В середине XVIII века хозяевами участка стал директор Певческой придворной капеллы Марк Фёдорович Полторацкий и его супруга Агафоклея Александровна. Участок был получен в качестве награды Марку Фёдоровичу за его участие в оперных постановках. Мызой Оккервиль управляла дочь Полторацких Агафоклея Сухарева, владевшая также мызой Косая Гора на реке Оккервиль и участком выше по реке Охте. Их другая дочь, Елизавета, стала супругой А. Н. Оленина. 

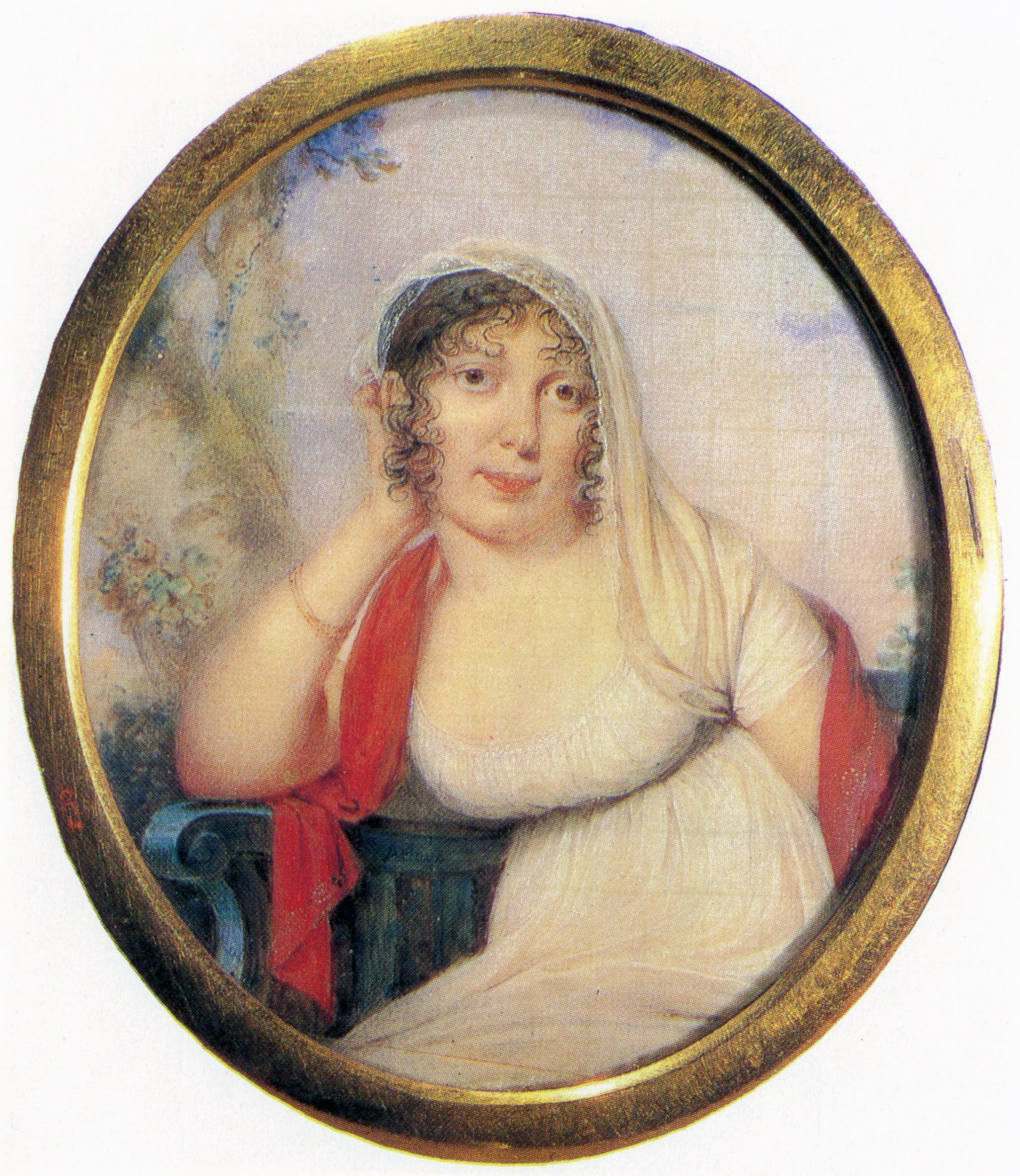
Агафоклея Полторацкая

По инициативе А. А. Полторацкой в 1790 г. здесь строятся здания центральной усадьбы в стиле классицизма, оранжереи, винокуренный и костеобжигательный заводы. Существует предположение, что автором проекта был архитектор Н. А. Львов. Служебный корпус возведен в 1820-х или 1830-х годах.
В 1814 году Полторацкие решили продать имение, разместив объявление в газете «Санкт-Петербургские ведомости». 21 декабря 1828 года мызу Оккервиль купила княгиня Зинаида Петровна Шаховская, которая после смерти мужа князя А. Я. Шаховского вышла второй раз замуж, на этот раз за мирового судью Василия Ивановича Уткина. С тех пор и закрепилось название — «Уткина дача».

Как пишет исследователь Е. М. Мухина, 
«Зинаида Петровна скончалась в 1870 году, завещав имение Императорскому человеколюбивому обществу. Однако, дача должна была поступить в ведение общества только после смерти Василия Ивановича Уткина. С 1870 года до смерти В. И. Уткина (предположительно в 1872 году) имение пришло в упадок, так как фактически не имело хозяина. Быстро его передать Императорскому человеколюбивому обществу не представлялось возможным, так как одновременно должны были быть выполнены все многочисленные условия завещания княгини. В 1873 году здесь в присутствии императора Александра II была открыта Охтинская Мариинская богадельня для неизлечимо больных и увечных. Касаемое Уткиной дачи условие было выполнено лишь к 1881 году. Императорским человеколюбивым обществом здесь был организован детский приют, деливший до 1882 года помещения с богадельней.»
В 1904 году Уткина дача была отдана в аренду под размещение малоохтинского отделения градских богаделен для душевнобольных. После революции имение передали Комиссариату здравоохранения, и здесь располагалось Малоохтинское отделение 2-й психиатрической больницы.
29 мая 1920 года архитектор Постников провёл обследование усадьбы. Согласно результатам этого обследования, во внутренних помещениях сохранялась роспись стен и плафонов круглого зала авторства Д. Скотти, лепной карниз и фриз с позолотой, роспись потолков в двух смежных кабинетах, роспись потолка в круглом павильоне служебного флигеля. В 1933 году при ремонте была уничтожена или, возможно, только забелена, роспись в помещениях главного усадебного дома. Потолок круглого павильона служебного флигеля был зашит фанерой. В 1936 году часть зданий была перепланирована под квартиры. Здесь же размещался 176-й «детский очаг» Володарского райжилсоюза.

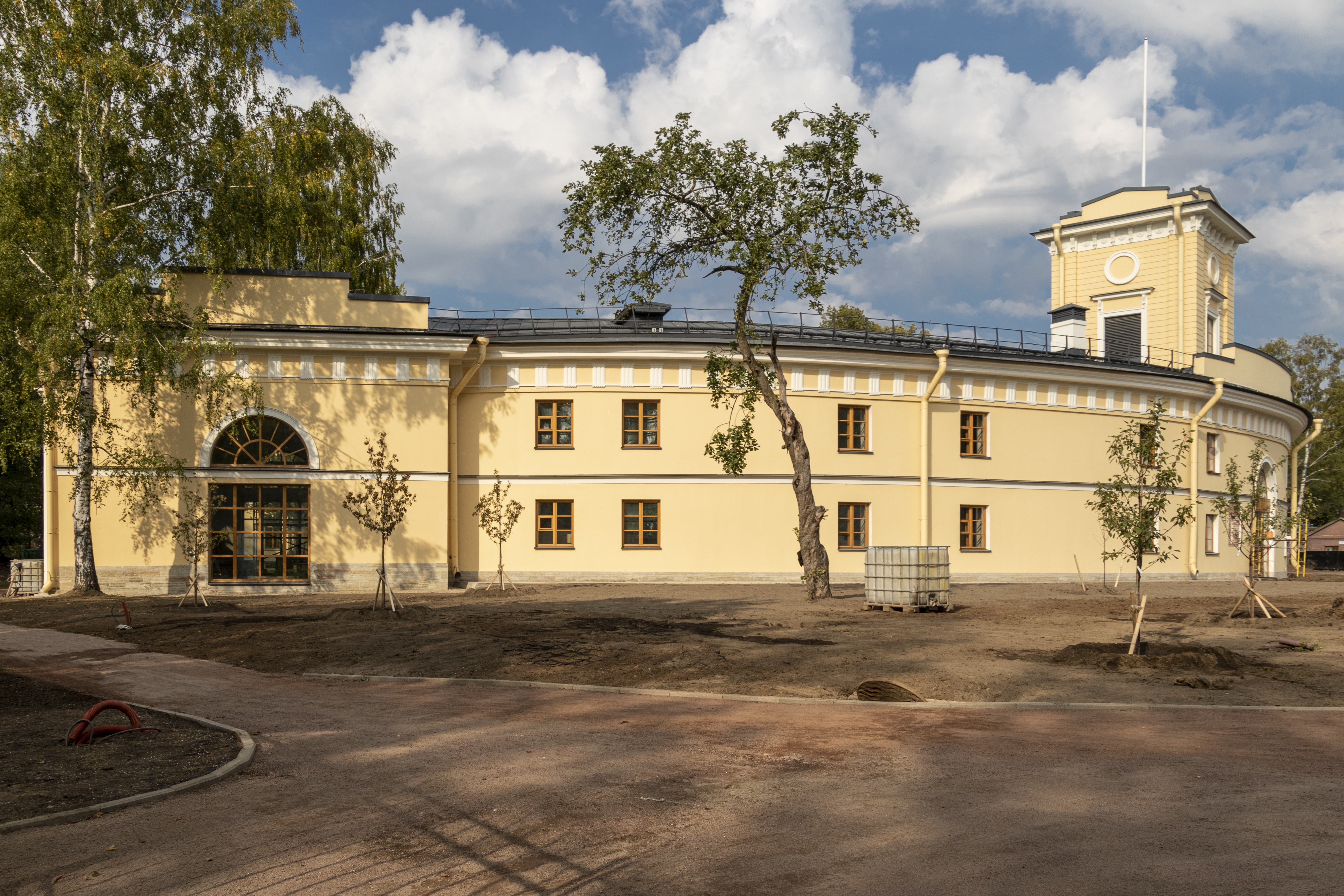
Служебный корпус в 2024 году после реставрации

После 90-х годов здания усадьбы Уткина дача оказались заброшенными, в усадьбе случались пожары.
В 2009—2010 годах происходило расселение жильцов из коммунальных квартир, занимаемых ими с советских времён.

## Музейный комплекс «Уткина дача»
27 октября 2012 года вице-губернатор Санкт-Петербурга Василий Кичеджи одобрил концепцию развития территории усадьбы Уткина дача, в соответствии с которой здесь разместится филиал Музея городской скульптуры.

### Реставрационные работы
В 2013 году строительно-реставрационная группа компаний «Интарсия» подготовила проект восстановления усадьбы по старым чертежам, картинам и фотографиям. Однако реконструкция усадьбы не началась из-за отсутствия финансирования.
В 2018 году начались восстановительные работы.
В 2021—2023 годах была отремонтирована кровля, фундамент, отреставрированы фасады и декор, проведены инженерные сети, электричество и отопление.
Началась внутренняя отделка помещений и ландшафтные работы по обустройству прилегающей территории. Завершение всех работ планируется в 2025 году.